# Били Барон
Вилијам Џејмс Берон (енгл. William James Baron; Алтуна, 11. децембар 1990) бивши је амерички кошаркаш. Играо је на позицији бека.

## Каријера
Берон је одрастао у кошаркашкој породици. Његов отац Џим је тренер на колеџу Канисијус, а брат Џими је такође професионални кошаркаш. Колеџ кошарку је играо на Вирџинији (2010—2011), Род Ајленду (2011—2012) и две године на Канисијусу (2012—2014). Није изабран на НБА драфту 2014. године.
Након наступа за Чикаго булсе у НБА летњој лиги, Барон је потписао свој први професионални уговор 2014. године за екипу Лијетувос ритаса. Са литванским тимом је успешно наступао у Еврокупу, а и у наредној сезони играо је у истом такмичењу, али овог пута у дресу Спиру Шарлроа. Сјајна сезона, у којој је просечно убацивао више од 20 поена у Еврокупу уз изврсне проценте шута преселила га је у једну од најјачих европских лига — АЦБ лигу. Тамо је наступао за Мурсију и такође био један од носиоца игре у Еврокупу. Сезону 2017/18. је провео у турском шампионату наступајући за Ескишехир где је на 31 утакмици убацивао просечно 16 поена уз 4 асистенције и 3 скока по мечу. 
У јулу 2018. године потписао је једногодишњи уговор са Црвеном звездом. У сезони 2018/19. са клубом је играо у Еврокупу и освојио је три трофеја - Првенство Србије, Јадранску лигу и Суперкуп Јадранске лиге. Био је најкориснији играч плеј-офа Јадранске лиге. У јуну 2019. продужио је уговор на још једну годину. У другој сезони са Звездом је играо у Евролиги али није освојио ниједан трофеј, изгубио је у финалу Купа од Партизана док су остала такмичења прекинута у марту 2020. због пандемије корона вируса. 
Дана 15. јула 2020. Берон је потписао двогодишњи уговор са екипом Зенита из Русије. У Зениту је провео наредне две сезоне а у другој од те две је освојио ВТБ јунајтед лигу. У јуну 2022. потписао је за Олимпију из Милана.
Дана 26. септембра 2024. Барон је прешао у кинески клуб Шангај шаркси. 
Дана 12. октобра 2024. Барон је објавом на друштвеној мрежи Инстаграм саопштио да је завршио професионалну играчку каријеру. Истакао је да су га мучиле повреде последњих сезона.

## Репрезентација
Берон је био и члан репрезентације Сједињених Америчких Држава са којом је 2017. године освојио златну медаљу на Америчком првенству.

## Успеси

### Клупски
- Црвена звезда:
  - Првенство Србије (1): 2018/19.
  - Јадранска лига (1): 2018/19.
  - Суперкуп Јадранске лиге (1): 2018.

- Зенит Санкт Петербург:
  - ВТБ јунајтед лига (1): 2021/22.

### Репрезентативни
- Америчко првенство:  2017.

### Појединачни
- Најкориснији играч плеј-офа Јадранске лиге (1): 2018/19.